# XXXII LCFA Senior
La XXXII LCFA Senior è la 32ª edizione del campionato di football americano, organizzato dalla FCFA.

## Squadre partecipanti
| Club              | Città                  | Stadio | Sponsor ufficiale | Risultato nella stagione 2019 |
| ----------------- | ---------------------- | ------ | ----------------- | ----------------------------- |
| Argentona Bocs    | Argentona              |        |                   |                               |
| Barberá Rookies   | Barberà del Vallès     |        |                   |                               |
| Barcelona Búfals  | Barcellona             |        |                   |                               |
| Barcelona Pagesos | Barcellona             |        |                   |                               |
| Barcelona Uroloki | Barcellona             |        |                   |                               |
| Ducs Football     | Gerona                 |        |                   |                               |
| Mollet Panthers   | Mollet del Vallès      |        |                   |                               |
| Reus Imperials    | Reus                   |        |                   |                               |
| Riudoms Rebels    | Riudoms                |        |                   |                               |
| Terrassa Reds     | Terrassa               |        |                   |                               |
| Vilafranca Eagles | Vilafranca del Penedès |        |                   |                               |

## Stagione regolare

### Calendario

#### 1ª giornata
| 2 novembre 2019, ore 16:00 | Barberá Rookies | 19 – 13 | Terrassa Reds |  |

| 2 novembre 2019, ore 16:00 | Riudoms Rebels | 0 – 0 | Ducs Football |  |

| 3 novembre 2019, ore 11:30 | Reus Imperials | 0 – 13 | Argentona Bocs |  |

| 3 novembre 2019, ore 12:00 | Mollet Panthers | 0 – 26 | Barcelona Búfals |  |

| 3 novembre 2019, ore 18:00 | Barcelona Uroloki | 19 – 21 | Barcelona Pagesos |  |

#### 2ª giornata
| 16 novembre 2019, ore 19:00 | Mollet Panthers | 17 – 6 | Riudoms Rebels |  |

| 17 novembre 2019, ore 12:30 | Terrassa Reds | 24 – 0 | Vilafranca Eagles |  |

| 17 novembre 2019, ore 16:00 | Barcelona Pagesos | 31 – 0 | Reus Imperials |  |

| 17 novembre 2019, ore 17:00 | Ducs Football | 6 – 3 | Barcelona Búfals |  |

| 17 novembre 2019, ore 17:00 | Argentona Bocs | 12 – 19 | Barberá Rookies |  |

#### 3ª giornata
| 30 novembre 2019, ore 17:00 | Riudoms Rebels | 0 – 17 | Terrassa Reds |  |

| 1º dicembre 2019, ore 12:50 | Barcelona Búfals | 7 – 16 | Barcelona Uroloki |  |

| 1º dicembre 2019, ore 13:00 | Reus Imperials | 0 – 13 | Ducs Football |  |

| 1º dicembre 2019, ore 16:00 | Barcelona Pagesos | 40 – 17 | Mollet Panthers |  |

| 1º dicembre 2019, ore 17:00 | Argentona Bocs | 27 – 6 | Vilafranca Eagles |  |

#### 4ª giornata
| 14 dicembre 2019, ore 15:00 | Barberá Rookies | 27 – 6 | Barcelona Pagesos |  |

| 15 dicembre 2019, ore 11:00 | Barcelona Búfals | 10 – 0 | Riudoms Rebels |  |

| 15 dicembre 2019, ore 11:30 | Vilafranca Eagles | 19 – 41 | Mollet Panthers |  |

| 15 dicembre 2019, ore 17:00 | Ducs Football | 15 – 8 | Argentona Bocs |  |

| 15 dicembre 2019, ore 17:30 | Barcelona Uroloki | 26 – 6 | Reus Imperials |  |

#### 5ª giornata
| 11 gennaio 2020, ore 16:00 | Barberá Rookies | 28 – 12 | Mollet Panthers |  |

| 12 gennaio 2020, ore 11:30 | Reus Imperials | 14 – 6 | Riudoms Rebels |  |

| 12 gennaio 2020, ore 12:00 | Terrassa Reds | 0 – 7 | Barcelona Uroloki |  |

| 12 gennaio 2020, ore 17:00 | Ducs Football | 26 – 0 | Vilafranca Eagles |  |

| 12 gennaio 2020, ore 17:00 | Argentona Bocs | 28 – 0 | Barcelona Búfals |  |

#### 6ª giornata
| 25 gennaio 2020, ore 16:00 | Barberá Rookies | 33 – 0 | Reus Imperials |  |

| 25 gennaio 2020, ore 18:00 | Mollet Panthers | 0 – 35 | Terrassa Reds |  |

| 26 gennaio 2020, ore 11:00 | Barcelona Búfals | 0 – 9 | Barcelona Pagesos |  |

| 26 gennaio 2020, ore 11:30 | Vilafranca Eagles | 6 – 7 | Riudoms Rebels |  |

| 26 gennaio 2020, ore 17:00 | Argentona Bocs | 14 – 9 | Barcelona Uroloki |  |

#### 7ª giornata
| 9 febbraio 2020, ore 11:00 | Terrassa Reds | 32 – 17 | Barcelona Búfals |  |

| 9 febbraio 2020, ore 11:30 | Reus Imperials | 0 – 35 | Mollet Panthers |  |

| 9 febbraio 2020, ore 16:00 | Vilafranca Eagles | 0 – 43 | Barberá Rookies |  |

| 9 febbraio 2020, ore 16:00 | Barcelona Pagesos | 15 – 24 | Argentona Bocs |  |

| 9 febbraio 2020, ore 17:00 | Ducs Football | 0 – 6 | Barcelona Uroloki |  |

#### 8ª giornata
| 22 febbraio 2020, ore 15:00 | Riudoms Rebels | 6 – 37 | Barcelona Pagesos |  |

| 22 febbraio 2020, ore 15:30 | Barberá Rookies | 41 – 0 | Barcelona Búfals |  |

| 22 febbraio 2020, ore 18:15 | Barcelona Uroloki | 49 – 0 | Vilafranca Eagles |  |

| 23 febbraio 2020, ore 12:00 | Terrassa Reds | 0 – 0 | Ducs Football |  |

| 23 febbraio 2020, ore 18:00 | Argentona Bocs | 21 – 7 | Mollet Panthers |  |

#### 9ª giornata
| 8 marzo 2020, ore 11:30 | Vilafranca Eagles | 0 – 22 | Barcelona Pagesos |  |

| 8 marzo 2020, ore 12:00 | Terrassa Reds | 14 – 28 | Argentona Bocs |  |

| 8 marzo 2020, ore 13:00 | Barcelona Búfals | 42 – 0 | Reus Imperials |  |

| 8 marzo 2020, ore 17:00 | Ducs Football | 10 – 19 | Barberá Rookies |  |

| 8 marzo 2020, ore 18:30 | Barcelona Uroloki | 28 – 0 | Riudoms Rebels |  |

#### 10ª giornata
| 21 marzo 2020, ore 16:00 | Riudoms Rebels | – | Barberá Rookies |  |

| 22 marzo 2020 | Mollet Panthers | – | Barcelona Uroloki |  |

| 22 marzo 2020, ore 11:30 | Reus Imperials | – | Terrassa Reds |  |

| 22 marzo 2020, ore 12:00 | Barcelona Búfals | – | Vilafranca Eagles |  |

| 22 marzo 2020, ore 16:00 | Barcelona Pagesos | – | Ducs Football |  |

#### 11ª giornata
| 4 aprile 2020, ore 16:00 | Riudoms Rebels | – | Argentona Bocs |  |

| 5 aprile 2020 | Mollet Panthers | – | Ducs Football |  |

| 5 aprile 2020, ore 11:30 | Vilafranca Eagles | – | Reus Imperials |  |

| 5 aprile 2020, ore 16:00 | Barcelona Pagesos | – | Terrassa Reds |  |

| 5 aprile 2020, ore 19:00 | Barcelona Uroloki | – | Barberá Rookies |  |

### Classifica
La classifica della regular season è la seguente:
- PCT = percentuale di vittorie, G = partite giocate, V = partite vinte,  P = partite perse, PF = punti fatti, PS = punti subiti

| Pos. | Squadra           | PCT   | G | V | N | P | PF  | PS  |
| ---- | ----------------- | ----- | - | - | - | - | --- | --- |
| 1    | Barberá Rookies   | 1.000 | 8 | 8 | 0 | 0 | 229 | 53  |
| 2    | Argentona Bocs    | .778  | 9 | 7 | 0 | 2 | 175 | 85  |
| 3    | Barcelona Pagesos | .750  | 8 | 6 | 0 | 2 | 181 | 93  |
| 4    | Barcelona Uroloki | .750  | 8 | 6 | 0 | 2 | 160 | 48  |
| 5    | Ducs Football     | .625  | 8 | 4 | 2 | 2 | 70  | 36  |
| 6    | Terrassa Reds     | .563  | 8 | 4 | 1 | 3 | 135 | 71  |
| 7    | Mollet Panthers   | .375  | 8 | 3 | 0 | 5 | 129 | 175 |
| 8    | Barcelona Búfals  | .333  | 9 | 3 | 0 | 6 | 105 | 132 |
| 9    | Riudoms Rebels    | .188  | 8 | 1 | 1 | 6 | 25  | 129 |
| 10   | Reus Imperials    | .125  | 8 | 1 | 0 | 7 | 20  | 199 |
| 11   | Vilafranca Eagles | .000  | 8 | 0 | 0 | 8 | 31  | 239 |

## Playoff

### Tabellone
|  | Semifinali | Semifinali | Semifinali |  |  | XXXII Final de la LCFA | XXXII Final de la LCFA | XXXII Final de la LCFA |  |
|  |            |            |            |  |  |                        |                        |                        |  |
|  | 1          | TBD        |            |  |  |                        |                        |                        |  |
|  | 1          | TBD        |            |  |  |                        |                        |                        |  |
|  | 4          | TBD        |            |  |  |                        |                        |                        |  |
|  | 4          | TBD        | TBD        |  |  |                        |                        |                        |  |
|  |            |            |            |  |  |                        |                        |                        |  |
|  |            |            | TBD        |  |  |                        |                        |                        |  |
|  | 3          | TBD        |            |  |  |                        |                        |                        |  |
|  | 3          | TBD        |            |  |  |                        |                        |                        |  |
|  | 2          | TBD        |            |  |  |                        |                        |                        |  |

### Semifinali
| 2020 | TBD | – | TBD |  |

| 2020 | TBD | – | TBD |  |

### XXXII Final de la LCFA
| 2020 | TBD | – | TBD |  |